# Cyanotis polyrrhiza
Cyanotis polyrrhiza är en himmelsblomsväxtart som beskrevs av Ferdinand von Hochstetter och Justus Carl Hasskarl. Cyanotis polyrrhiza ingår i släktet Cyanotis och familjen himmelsblomsväxter.
Artens utbredningsområde är Etiopien. Inga underarter finns listade.